# Pönkäsaari (ö i Södra Savolax)
Pönkäsaari är en halvö i Finland. Den ligger i sjön Vihtajärvi och i kommunen Pieksämäki i den ekonomiska regionen  Pieksämäki ekonomiska region  och landskapet Södra Savolax, i den södra delen av landet, 280 km nordost om huvudstaden Helsingfors.